# Józef Homerski
Józef Homerski (ur. 20 sierpnia 1922 w Rożnowie, zm. 3 sierpnia 2004 w Nałęczowie) – polski duchowny katolicki, biblista, tłumacz Pisma Świętego.

## Życiorys
Urodził się w rodzinie rolniczej. Był synem Tomasza i Katarzyny. Szkołę podstawową ukończył w Ochotnicy Górnej koło Nowego Targu. Potem uczęszczał do Państwowego Gimnazjum i Liceum w Tarnowie aż do wybuchu wojny. Naukę kontynuował w tajnym nauczaniu w Brzesku. Dzięki temu zaraz po zakończeniu działań wojennych zdał egzamin przed Państwową Komisją Weryfikacyjną w Brzesku i uzyskał w maju 1945 roku świadectwo dojrzałości. W latach 1945–1948 odbył studia teologiczne w Instytucie Teologicznym w Tarnowie i równocześnie na Wydziale Teologicznym Uniwersytetu Jagiellońskiego. Zostały one ukoronowane stopniem magistra teologii na podstawie rozprawy Historyczność księgi Jozuego w świetle wykopalisk. Święcenia kapłańskie otrzymał 20 czerwca 1948 roku z rąk biskupa tarnowskiego Jana Stepy. Pierwsze dwa lata po święceniach pracował jako wikariusz w Gorlicach, a następne trzy jako notariusz Kurii Diecezjalnej w Tarnowie.
W 1953 r. podjął studia doktoranckie na Katolickim Uniwersytecie Lubelskim, w 1957 r. obronił pracę doktorską Charyzmat proroctwa w świetle tekstów Am 7,14-15; Iz 6,1-13; Jr 1,4-16; Ez 1,3-15 napisaną pod kierunkiem Stanisława Łacha. W 1960 r. obronił pracę licencjacką 'Κυριος της δοξης (l Kor 2. 8) w Papieskim Instytucie Biblijnym, w 1961 r. ukończył dwuletnie studia we Francuskiej Szkole Biblijnej i Archeologicznej w Jerozolimie. Po powrocie do Polski był wykładowcą w Instytucie Teologicznym i Wyższym Seminarium Duchownym w Tarnowie. W 1971 r. habilitował się na KUL na podstawie pracy Słowo Jahwe o narodach w Księgach Proroków Pisarzy i od roku 1972 pracował na tej uczelni, najpierw jako adiunkt w Katedrze Egzegezy Starego Testamentu, od 1973 r. jako docent. W 1981 roku otrzymał tytuł profesora nadzwyczajnego, w 1992 profesora zwyczajnego, w tym samym roku przeszedł na emeryturę. W latach 1976–1983 był dyrektorem Konwiktu Księży Studentów KUL, a w latach 1984-1987 dziekanem Wydziału Teologicznego.
Dla Biblii Tysiąclecia przetłumaczył Księgę Jonasza, dla Biblii poznańskiej – 1 Księgę Królewską, 2 Księgę Królewską, Księgę Ezechiela i Księgę Daniela, w ramach tzw. komentarzy KUL – Ewangelię św. Mateusza, Księgę Ezechiela, Księgę Daniela i Księgę Zachariasza, dla Biblii lubelskiej – 1 i 2 Księgę Machabejską, Księgę Ezechiela i Księgę Daniela oraz Ewangelię św. Mateusza. Odrębnie przygotował tłumaczenie Księgi Jeremiasza (wyd. 1999). Był także redaktorem Wstępu ogólnego do Pisma Świętego (wyd. 1973). W 1997 roku wydał książkę Światło na ścieżkach życia (biblijne refleksje w oczekiwaniu trzeciego tysiąclecia).
W 1991 roku ks. prof. Homerski został odznaczony godnością Kapelana Jego Świątobliwości. Zmarł w 2004 roku i został pochowany na cmentarzu w Ochotnicy Górnej.